# 45298 Вільямон
45298 Вільямон (45298 Williamon) — астероїд головного поясу, відкритий 5 січня 2000 року.
Тіссеранів параметр щодо Юпітера — 3,186.